# Polyoxine

Strukturformel 1

Strukturformel 2

Substituent X

Strukturformel 3

Die Polyoxine sind eine Gruppe von Nukleosid-Antibiotika. Sie werden aus Streptomyces-Arten wie Streptomyces cacaoi gewonnen. Polyoxine sind wasserlöslich und werden im japanischen Reisanbau als Fungizide eingesetzt. Sie wirken durch Hemmung der Chitin-Biosynthese.

Polyoxin A
Polyoxin D

| Name       | CAS-Nummer | Summenformel | Molmasse [g·mol−1] | Schmelzpunkt [°C]    | Siehe Formel | R1     | R2     | R3     |
| ---------- | ---------- | ------------ | ------------------ | -------------------- | ------------ | ------ | ------ | ------ |
| Polyoxin A | 19396-03-3 | C23H32N6O14  | 616,54             | amorph               | 1            | CH2OH  | X      | OH     |
| Polyoxin B | 19396-06-6 | C17H25N5O13  | 507,41             | amorph               | 1            | CH2OH  | OH     | OH     |
| Polyoxin D | 22976-86-9 | C17H23N5O14  | 521,39             | >190 (zersetzt sich) | 1            | COOH   | OH     | OH     |
| Polyoxin E | 22976-87-0 | C17H23N5O13  | 505,39             | >180 (zersetzt sich) | 1            | COOH   | OH     | H      |
| Polyoxin F | 23116-76-9 | C23H30N6O15  | 630,52             | >190 (zersetzt sich) | 1            | COOH   | X      | OH     |
| Polyoxin G | 22976-88-1 | C17H25N5O12  | 491,41             | >190 (zersetzt sich) | 1            | CH2OH  | OH     | H      |
| Polyoxin H | 24695-54-3 | C23H32N6O13  | 600,54             | –                    | 1            | CH3    | X      | OH     |
| Polyoxin J | 22976-89-2 | C17H25N5O12  | 491,41             | amorph               | 1            | CH3    | OH     | OH     |
| Polyoxin K | 22886-46-0 | C22H30N6O13  | 586,51             | amorph               | 1            | H      | X      | OH     |
| Polyoxin L | 22976-90-5 | C16H23N5O12  | 477,38             | amorph               | 1            | H      | OH     | OH     |
| Polyoxin M | 34718-88-2 | C16H23N5O11  | 461,39             | –                    | 1            | H      | OH     | H      |
| Polyoxin C | 21027-33-8 | C11H15N3O8   | 317,26             | 260 – 267            | 2            | R = OH | R = OH | R = OH |
| Polyoxin I | 22886-33-5 | C17H22N4O9   | 426,38             | amorph               | 2            | R = X  | R = X  | R = X  |
| Polyoxin N | 37362-29-1 | C16H23N5O12  | 477,38             | 190 (zersetzt sich)  | 3            | R = OH | R = OH | R = OH |
| Polyoxin O | 37362-28-0 | C16H23N5O11  | 461,39             | >190 (zersetzt sich) | 3            | R = H  | R = H  | R = H  |

- Polyoxin A
- Polyoxin D